# 横井豊彦
横井 豊彦（よこい とよひこ、1968年 - ）は、日本の医師・経営学者。大阪産業大学教授。関西医科大学附属滝井病院講師。博士（経営学）および博士（医学）。経営学の専門は医療福祉経営論、医学の専門は内科、臨床検査医学。日本では数少ない、医学と経営学の両方の博士号を有する人物。

## 経歴
- 1968年 - 東京都出身
- 1996年 - 関西医科大学医学部医学科卒業[3]
- 1996年 - 大阪大学医学部附属病院研修医（老人科）
- 1997年 - 大阪厚生年金病院医員（内科）
- 2004年 - 大阪大学医学部附属病院医員（老年高血圧内科）
- 2006年 - 大阪大学大学院医学系研究科修了。博士（医学）
- 2007年 - 関西医科大学附属滝井病院臨床検査医学科助手（現講師）
- 2012年 - 神戸大学大学院経営学研究科専門職課程修了。経営学修士（専門職）
- 2015年 - 神戸大学大学院経営学研究科博士後期課程修了。博士（経営学）
- 2015年 - 大阪市立大学大学院経営学研究科特任准教授
- 現在 - 大阪産業大学スポーツ健康学部教授[4]

## 著書
- 『大学スポーツの新展開日本版NCAAの創設と関西からの挑戦』晃洋書房、2018年